# Cyrtopodium glutiniferum
Cyrtopodium glutiniferum är en orkidéart som beskrevs av Giuseppe Raddi. Cyrtopodium glutiniferum ingår i släktet Cyrtopodium, och familjen orkidéer. Inga underarter finns listade i Catalogue of Life.